# Крайова дислокація

Схематичне зображення крайової дислокації

Крайова дислокація — дислокація, для якої вектор Бюргерса перпендикулярний до лінії дислокації. Крайову дислокацію можна уявити собі як додаткову напівплощину атомів, яку називають екстраплощиною, вставлену в кристалічну ґратку.
Крайовою може бути також дислокаційна петля, лінія дислокації якої замкнута в екстраплощині. Якщо лінія дислокації дислокаційної петлі складна і не належить одній площині, така дислокація змішана — кут між вектором Бюргерса, однакового для всієї дислокації, та дотичною до лінії дислокації зімінюється вздовж лінії дислокації.